# 대한민국 제20대 대통령 선거 국민의힘 후보 경선
국민의힘 제20대 대통령 후보 경선은 대한민국 제20대 대통령 선거에서 국민의힘 후보를 선출하기 위하여 실시된 경선이다. 경선 결과 윤석열 후보가 대통령 선거 후보로 선출되었다.
2021년 8월 30일 후보 등록을 시작으로 경선 일정이 시작되었다. 30일, 31일 실시된 후보 등록에 15명이 등록 신청을 하였다. 9월 3일, 3명이 탈락하고 1차 예비경선 후보자 12명이 결정되었다. 이후 9월 5일에는 당 경선 선거관리위원회가 후보 선출 여론조사에 '역선택 방지' 조항을 넣지 않기로 결정하였다.
9월 15일, 1차 예비 경선을 통해 8명의 후보자가 추려졌다. 10월 8일, 2차 예비경선에서 원희룡, 유승민, 윤석열, 홍준표 네 명이 본경선에 진출하였다.
11월 5일, 제2차 전당대회에서 본경선 결과가 발표되었으며, 국민의힘 대통령 선거 후보자로 윤석열 후보가 선출되었다.
여담으로 국민의힘은 역대 두번째이자 1992년 경선 이후 처음으로 대선 후보 경선 후보들에게 기호를 부여하지 않았다.

## 경과
2021년 7월 5일, 국민의힘은 대통령선거 경선준비위원회를 발족하였다. 친박계 중진 의원인 서병수 의원이 경선준비위원장을 맡았는데, 이에 대해 이준석 대표는 "2012년 대통령 선거 당시 새누리당 사무총장으로 대선 준비 실무를 맡아 훌륭한 성과를 보였기 때문에 서병수가 하는 것이 옳다는 의견이 많았다"고 인선 배경을 설명하였다.
7월 18일, 경준위는 추석 전까지 두 차례 컷오프를 위한 예비경선을 치러 본 경선 진출자 4명을 확정하겠다고 밝혔다.
7월 20일, 서병수 경준위원장은 추석 전 컷오프를 위하여 9월 15일에 1차 예비경선을 실시한다는 일정을 공개하였다.
7월 27일, 경준위는 1차 예비경선의 경우 국민 여론조사를 100% 반영하기로 결정했다.
8월 10일, 경준위는 2차 예비경선의 경우 국민 여론조사를 70%, 선거인단 여론조사를 30% 반영하기로 결정했다.
8월 17일, 경준위는 8월 18일과 8월 25일로 예정되어있던 대권 주자 토론회를 취소하고 대신 8월 25일에 비전발표회를 실시하기로 결정했다. 앞서 경준위가 토론회 개최를 발표하자 윤석열 캠프 등은 선거관리위원회도 구성되지 않았고, 경선 후보 등록도 실시되지 않은 상태에서 토론을 할 수는 없다며 반발한 바 있었다. 이 때 이준석 대표가 토론회 개최를 지지하며 윤석열 캠프 등과 신경전을 벌이기도 하였다.
8월 20일, 서병수 경준위원장이 위원장 직에서 사퇴했다. 서병수 위원장은 "공정성과 객관성에 대해서 의심을 받는 것에 대해 경선준비위원장으로서 상당히 자괴감을 느낀다"고 사퇴 이유를 밝혔다.
8월 23일, 선거관리위원장에 정홍원 전 국무총리를 내정했다. 이준석 대표는 "원로들의 의견을 수렴했다"며 "제19대 국회의원 선거 당시 공천관리위원장을 맡은 정홍원이 선관위원장을 맡아주기로 했다"고 밝혔다.
8월 30일, 예비경선 후보 등록을 시작해서 8월 31일 후보 등록을 마쳤다.
예비경선 후보자로는 강성현 2021년 서울특별시장 보궐선거 예비후보자, 박진 의원, 박찬주 전 육군제2작전사령부 사령관, 안상수 전 의원, 오성균 전 나주 효사랑 요양병원 진료원장, 오승철 정치리더십연구회 회장, 원희룡 전 제주특별자치도지사, 유승민 전 의원, 윤석열 전 검찰총장, 장기표 국민의힘 김해시 을 당협위원장, 장성민 전 의원, 최재형 전 감사원장, 하태경 의원, 홍준표 의원, 황교안 전 미래통합당 대표가 등록하였다. 다만 강성현, 오성균, 오승철 3인은 선관위 심사 결과 후보 자격을 박탈 당했다.
9월 5일, 정홍원 선관위원장이 사의를 표명했으나 이준석 대표의 만류로 철회하였다. 또한 국민의힘 선관위는 경선 여론조사 역선택 방지 도입을 하지 않기로 하였다. 앞서 윤석열, 최재형 등은 경선 여론조사에 국민의힘 지지층이 아닌 시민들이 참여해 일부러 경쟁력이 없는 후보에게 표를 몰아줄 우려가 있다며 여론조사 실시 시 응답자에게 정권교체 지지 여부를 묻는 역선택 방지 도입을 촉구하였다. 이에 홍준표, 유승민 등은 국민의힘 지지층이 아닌 시민들의 의견까지 수렴하는 것이 옳다며 반대하고, 국민의힘 선관위는 역선택 방지 도입을 긍정적으로 검토하는 모습을 보며 당내 갈등이 빚어졌었다. 결국 국민의힘 선관위는 본경선 여론조사에서 응답자에게 국민의힘 지지 여부나 정권교체 지지 여부를 묻는 질문을 포함시키진 않되 대신 가장 본선 경쟁력이 있다고 생각되는 후보를 묻는 질문을 포함시키기로 하였다. 또한 1차 컷오프를 100% 일반 국민 여론조사가 아니라 80% 일반 국민 여론조사, 20% 당원 투표로 진행하기로 하였다.
9월 12일 박찬주 예비후보가 홍준표 예비후보를 지지선언하며 후보직에서 사퇴했다.
9월 15일, 1차 예비경선 결과가 발표되었다. 안상수, 원희룡, 유승민, 윤석열, 최재형, 하태경, 홍준표, 황교안 후보가 2차 예비경선에 진출했다.
10월 8일, 본경선 진출자가 발표되었다. 원희룡, 유승민, 윤석열, 홍준표 후보가 본경선에 진출했다.
11월 5일, 최종 후보자가 선출되었다. 윤석열 후보가 후보로 선출되었다.

## 후보자
| 국민의힘 제20대 대통령 선거 경선 후보 | 국민의힘 제20대 대통령 선거 경선 후보 | 국민의힘 제20대 대통령 선거 경선 후보 | 국민의힘 제20대 대통령 선거 경선 후보          | 국민의힘 제20대 대통령 선거 경선 후보 |
| 후보                                  | 생년                                  | 경력 | 비고                                           |                                       |
| ------------------------------------- | ------------------------------------- | --- | ---------------------------------------------- | ------------------------------------- |
| 박진                                  | 1956년                                | 제16·17·18·21대 국회의원 대통령 통역관 대통령비서실 홍보2비서관 대통령비서실 해외공보비서관 대통령비서실 정무비서관                                                          |                                                |                                       |
| 박찬주                                | 1958년                                | 제43대 육군제2작전사령부 사령관 | 9월 12일 사퇴                                  |                                       |
| 안상수                                | 1946년                                | 제11·12대 인천광역시장 제15·19·20대 국회의원 | 2차 예비경선 진출                              |                                       |
| 원희룡                                | 1964년                                | 제37·38대 제주특별자치도지사 前 한나라당 사무총장 제16·17·18대 국회의원 | 2차 예비경선 진출 본경선 진출                  |                                       |
| 유승민                                | 1958년                                | 前 새누리당 원내대표 前 바른미래당 공동대표 前 바른정당 당대표 제17·18·19·20대 국회의원 바른정당 제19대 대통령 선거 후보                                                     | 2차 예비경선 진출 본경선 진출                  |                                       |
| 윤석열                                | 1960년                                | 제43대 검찰총장 제59대 서울중앙지방검찰청 검사장 | 2차 예비경선 진출 본경선 진출 최종 후보자 선출 |                                       |
| 장기표                                | 1945년                                | 前 녹색통일당 당대표 前 녹색사회민주당 당대표 前 한국사회민주당 당대표 |                                                |                                       |
| 장성민                                | 1963년                                | 前 국민대통합당 당대표 대통령비서실 정무비서관 대통령비서실 국정정무보좌관 겸 국정상황실장 제16대 국회의원 국민대통합당 제19대 대통령 선거 후보                              |                                                |                                       |
| 최재형                                | 1956년                                | 제24대 감사원장 제26대 사법연수원장 | 2차 예비경선 진출                              |                                       |
| 하태경                                | 1968년                                | 前 새로운보수당 책임대표 제19·20·21대 국회의원 | 2차 예비경선 진출                              |                                       |
| 홍준표                                | 1953년                                | 前 자유한국당 당대표 제35·36대 경상남도지사 前 한나라당 대표최고위원 前 한나라당 원내대표 제15·16·17·18·21대 국회의원 대한태권도협회 회장 자유한국당 제19대 대통령 선거 후보 | 2차 예비경선 진출 본경선 진출                  |                                       |
| 황교안                                | 1957년                                | 前 자유한국당·미래통합당 당대표 제44대 국무총리 대통령 권한대행 제63대 법무부 장관                                                                                           | 2차 예비경선 진출                              |                                       |

## 일정
- 8월 30일 ~ 8월 31일: 1차 예비경선 후보자 등록
- 9월 15일: 1차 예비경선 실시, 2차 예비경선 후보자 발표
- 10월 8일: 2차 예비경선 실시, 본경선 후보자 발표
- 11월 5일: 본경선 실시, 최종 후보자 발표

## 결과

### 1차 예비경선
| 후보   | 컷오프 여부 | 결과              |
| ------ | ----------- | ----------------- |
| 박진   | 미통과      |                   |
| 안상수 | 통과        | 2차 예비경선 진출 |
| 원희룡 | 통과        | 2차 예비경선 진출 |
| 유승민 | 통과        | 2차 예비경선 진출 |
| 윤석열 | 통과        | 2차 예비경선 진출 |
| 장기표 | 미통과      |                   |
| 장성민 | 미통과      |                   |
| 최재형 | 통과        | 2차 예비경선 진출 |
| 하태경 | 통과        | 2차 예비경선 진출 |
| 홍준표 | 통과        | 2차 예비경선 진출 |
| 황교안 | 통과        | 2차 예비경선 진출 |

### 2차 예비경선
| 후보   | 컷오프 여부 | 결과        |
| ------ | ----------- | ----------- |
| 안상수 | 미통과      |             |
| 원희룡 | 통과        | 본경선 진출 |
| 유승민 | 통과        | 본경선 진출 |
| 윤석열 | 통과        | 본경선 진출 |
| 최재형 | 미통과      |             |
| 하태경 | 미통과      |             |
| 홍준표 | 통과        | 본경선 진출 |
| 황교안 | 미통과      |             |

### 본경선
본경선은 당원 투표와 일반국민 여론조사가 각각 50%씩 반영된다.
11월 1일부터 4일까지 진행된 국민의힘 당원 투표율은 63.89%로 집계되었다. 당 선거관리위원회는 선거인단 56만 9,059명 중 36만 3,569명이 투표에 참여하였으며, 선거인단 방식이 도입된 2011년 이후 가장 높은 수치라고 설명하였다. 지역별로는 경기권이 61,077명으로 가장많았으며, 이어 서울 58,255명, 경북 57,610명 등으로 나타났다. 투표율은 세종이 74.47%로 가장 높았고, 서울 71.91%, 부산 68.40% 등으로 나타났다. 11월 1일·2일 모바일 투표를 통하여 54.49%가, 11월 3일·4일 진행된 ARS(전화) 투표를 통하여 9.4%가 투표하였다.
11월 5일 오후 2시, 서울 용산구 백범김구기념관에서 국민의힘 제2차 전당대회가 열렸다. 전당대회 행사 일정이 진행되고, 정홍원 경선 선거관리위원장이 본경선 결과 발표하였다. 경선 결과 대한민국 제20대 대통령 선거에 입후보할 후보자로 윤석열 후보가 선출되었다. 윤 후보는 47.85%를 득표하며 1위를 기록, 최종 후보로 선출되었다. 이어 홍준표 후보가 41.50%, 유승민 후보 7.47%, 원희룡 후보가 3.17%의 득표율을 기록하였다. 윤석열 후보의 수락 연설과 다른 후보들의 인사말 발언, 이준석 당대표의 후보자 당 점퍼 전달식과 기념 촬영이 진행되었으며, 정우택 전당대회 의장의 폐회 선언으로 제2차 전당대회가 마무리되었다.
| 순위 | 이름   | 당원 투표 | 여론조사 | 총 득표 | 비고             |
| 순위 | 이름   | 득표율    | 득표율   | 득표율  | 비고             |
| ---- | ------ | --------- | -------- | ------- | ---------------- |
| 1    | 윤석열 | 210,034   | 137,929  | 347,963 | 최종 후보자 선출 |
| 1    | 윤석열 | 57.77%    | 37.94%   | 47.85%  | 최종 후보자 선출 |
| 2    | 홍준표 | 126,519   | 175,267  | 301,786 |                  |
| 2    | 홍준표 | 34.80%    | 48.21%   | 41.50%  |                  |
| 3    | 유승민 | 15,529    | 38,775   | 54,304  |                  |
| 3    | 유승민 | 4.27%     | 10.67%   | 7.47%   |                  |
| 4    | 원희룡 | 11,487    | 11,598   | 23,085  |                  |
| 4    | 원희룡 | 3.16%     | 3.19%    | 3.17%   |                  |
| 합계 |        |           |          |         |                  |

## 같이 보기
- 대한민국 제20대 대통령 선거
- 대한민국 제20대 대통령 선거 더불어민주당 후보 경선
- 대한민국 제20대 대통령 선거 정의당 후보 경선
- 대한민국 제20대 대통령 선거 국민의당 후보 선출